# Paul Lukas
Paul Lukas, nato Pál Lukács (Budapest, 26 maggio 1894 – Tangeri, 15 agosto 1971), è stato un attore ungherese naturalizzato statunitense.

## Biografia
Nato da una famiglia ebrea di Budapest, studiò all'Accademia ungherese di recitazione e si dedicò fin da giovanissimo al teatro, dove debuttò nel 1916 e affrontò il repertorio classico. Carismatico e affascinante, divenne un idolo delle platee ungheresi e in seguito venne chiamato anche in Germania e in Austria dove ebbe modo di lavorare con Max Reinhardt e nel 1927, su richiesta del produttore della Paramount Adolph Zukor, arrivò a Hollywood e debuttò nel film Amori di un'attrice (1928) accanto a Pola Negri, ottenendo dieci anni dopo la cittadinanza statunitense.
All'avvento del sonoro, Lukas imparò perfettamente l'inglese e conservò un leggero accento straniero grazie al quale gli furono spesso offerte parti di villain e ruoli di nazista in numerose pellicole. Gli anni trenta lo videro protagonista di film di ogni genere, prima con ruoli di innamorato o dongiovanni, ma passando ben presto a interpretare il prototipo del cattivo, come in La signora scompare (1938) di Alfred Hitchcock, fino alla conquista del premio Oscar al miglior attore protagonista nel 1944 per la sua interpretazione in Quando il giorno verrà, in un ruolo completamente opposto a quelli che aveva spesso impersonato, quello del partigiano tedesco che deve nascondersi ai nazisti. Per lo stesso ruolo, che aveva già interpretato precedentemente a Broadway, Lukas ottenne anche il Premio dei critici cinematografici di New York.
Nello stesso periodo divenne un membro attivo della Motion Picture Alliance for the Preservation of American Ideals, un'associazione conservatrice che operava a difesa del cinema hollywoodiano contro una possibile influenza comunista. Nel 1943 aveva anche impersonato il professore ungherese scampato all'Olocausto che dà una lezione di antirazzismo e antifascismo nel cortometraggio di propaganda Don't Be a Sucker.
Da ricordare anche il ruolo del Professor Pierre Aronnax nel film Ventimila leghe sotto i mari (1954), trasposizione cinematografica dell'omonimo romanzo di Jules Verne. La lavorazione non fu molto facile per lui a causa dei problemi di memoria che lo resero inviso al cast e al resto della troupe. Malgrado queste difficoltà, riuscì a continuare a lavorare anche per il teatro e la televisione.
Morì a causa di una crisi cardiaca a Tangeri, a 80 anni, dove si era recato alla ricerca di un luogo nel quale trascorrere gli ultimi anni, e venne poi sepolto in Spagna.

## Filmografia parziale

### Cinema
- Vigilia d'amore (Two Lovers), regia di Fred Niblo (1928)
- Vita nuova (Three Sinners), regia di Rowland V. Lee (1928)
- La rivincita di Fanny (Hot News), regia di Clarence G. Badger (1928)
- Amori di un'attrice (Loves of an Actress), regia di Rowland V. Lee (1928)
- L'incrociatore Lafayette (Night Watch), regia di Alexander Korda (1928)
- La dama di Mosca (The Woman from Moscow), regia di Ludwig Berger (1928)
- Il filo di Arianna (Manhattan Cocktail), regia di Dorothy Arzner (1928)
- L'idolo del sogno (The Shopworn Angel), regia di Richard Wallace (1928)
- Lo sparviero di Wall Street (The Wolf of Wall Street), regia di Rowland V. Lee (1929)
- La via del cielo (Halfway to Heaven), regia di George Abbott (1929)
- Illusion, regia di Lothar Mendes (1929)
- Un tocco di scarlatto (Slightly Scarlet), regia di Louis J. Gasnier, Edwin H. Knopf (1930)
- L'aquila grigia (Young Eagles), regia di William A. Wellman (1930)
- The Benson Murder Case, regia di Frank Tuttle (1930)
- The Right to Love, regia di Richard Wallace (1930)
- Donna incatenata (Unfaithful), regia di John Cromwell (1931)
- Le vie della città (City Streets), regia di Rouben Mamoulian (1931)
- La donna senza domani (A Passport to Hell), regia di Frank Lloyd (1932)
- Labbra proibite (Rockabye), regia di George Cukor (1932)
- Il giocatore (Grand Slam), regia di William Dieterle (1933)
- Il bacio davanti allo specchio (The Kiss Before the Mirror), regia di James Whale (1933)
- Catturato (Captured!), regia di Roy Del Ruth (1933)
- Piccole donne (Little Women), regia di George Cukor (1933)
- A lume di candela (Candlelight), regia di James Whale (1933)
- La contessa X... (The Countess of Monte Cristo), regia di Karl Freund (1934)
- Scandalo (Glamour), regia di William Wyler (1934)
- Il figlio conteso (Age of Indiscretion), regia di Edward Ludwig (1935)
- I tre moschettieri (The Three Musketeers), regia di Rowland V. Lee (1935)
- La scomparsa di Stella Parish (I Found Stella Parish), regia di Mervyn LeRoy (1935)
- Infedeltà (Dodsworth), regia di William Wyler (1936)
- Ragazze innamorate (Ladies in Love), regia di Edward H. Griffith (1936)
- Pranzo al Ritz (Dinner at the Ritz), regia di Harold D. Schuster (1937)
- La signora scompare (The Lady Vanishes), regia di Alfred Hitchcock (1938)
- Confessioni di una spia nazista (Confessions of a Nazy Spy), regia di Anatole Litvak (1939)
- Capitan Furia (Captain Fury), regia di Hal Roach (1939)
- L'isola del diavolo (Strange Cargo), regia di Frank Borzage (1940)
- Duello cinese (The Chinese Bungalow), regia di George King (1940)
- La donna e lo spettro (The Ghost Breakers), regia di George Marshall (1940)
- Quando il giorno verrà (Watch on the Rhine), regia di Herman Shumlin (1943)
- Tre giorni di gloria (Uncertain Glory), regia di Raoul Walsh (1944)
- Address Unknown, regia di William Cameron Menzies (1944)
- Schiava del male (Experiment Perilous), regia di Jacques Tourneur (1944)
- Tentazione (Temptation), regia di Irving Pichel (1946)
- Il treno ferma a Berlino (Berlin Express), regia di Jacques Tourneur (1948)
- Kim, regia di Victor Saville (1950)
- Ventimila leghe sotto i mari (20,000 Leagues Under the Sea), regia di Richard Fleischer (1954)
- Le radici del cielo (The Roots of Heaven), regia di John Huston (1958)
- I quattro cavalieri dell'Apocalisse (The Four Horsemen of the Apocalypse), regia di Vincente Minnelli (1962)
- Tenera è la notte (Tender Is the Night), regia di Henry King (1962)
- 55 giorni a Pechino (55 Days at Peking), regia di Nicholas Ray (1963)
- L'idolo di Acapulco (Fun in Acapulco), regia di Richard Thorpe (1963)
- Lord Jim, regia di Richard Brooks (1965)
- Con le spalle al muro (Sol Madrid), regia di Brian G. Hutton (1968)

### Televisione
- I giorni di Bryan (Run for Your Life) - serie TV, episodio 2x01 (1966)

## Doppiatori italiani
- Emilio Cigoli in La donna e lo spettro, Quando il giorno verrà
- Amilcare Pettinelli in Kim
- Augusto Marcacci in Ventimila leghe sotto i mari
- Nino Pavese in I quattro cavalieri dell'Apocalisse
- Giorgio Capecchi in Tenera è la notte
- Gino Baghetti in Lord Jim
- Marcello Tusco in Infedeltà (ridoppiaggio)
- Giorgio Piazza in La signora scompare (doppiaggio tardivo)
- Sergio Graziani in Confessioni di una spia nazista (doppiaggio tardivo)
- Gianni Bonagura in L'isola del diavolo (ridoppiaggio)

## Riconoscimenti
- Premi Oscar 1944 - Miglior attore per Quando il giorno verrà